# Cuauhtémoc, Agua Dulce
Cuauhtémoc är en ort i Mexiko.   Den ligger i kommunen Agua Dulce och delstaten Veracruz, i den sydöstra delen av landet, 600 km öster om huvudstaden Mexico City. Cuauhtémoc ligger 23 meter över havet och antalet invånare är 196.
Terrängen runt Cuauhtémoc är platt, och sluttar österut. Runt Cuauhtémoc är det ganska glesbefolkat, med 42 invånare per kvadratkilometer. Närmaste större samhälle är Las Choapas, 8,3 km söder om Cuauhtémoc. I omgivningarna runt Cuauhtémoc växer i huvudsak städsegrön lövskog.